# Lass mich küssen deinen Schmetterling
Lass mich küssen deinen Schmetterling (OT: I Love You, Alice B. Toklas; alternativ: Kiss My Butterfly) ist eine US-amerikanische Filmkomödie von Hy Averback aus dem Jahr 1968 mit Peter Sellers in der Hauptrolle.

## Handlung
Der jüdische Rechtsanwalt Harold Fine bereitet sich mit mäßiger Begeisterung auf die Hochzeit mit seiner Langzeitfreundin und Sekretärin Joyce vor. Der 35-Jährige ist von seiner herrschsüchtigen Mutter und seinem spießigen Leben genervt und steuert geradewegs auf eine Midlife Crisis zu. Da stellt Harolds jüngerer Bruder Herbie, das schwarze Schaf der Familie, alles auf den Kopf: Herbie hat sich nämlich einer Gruppe Hippies angeschlossen und platzt mit seiner ausgeflippten Freundin Nancy in eine Trauerfeier. Es kommt zum Eklat. Harold verliebt sich dabei auf den ersten Blick in das hübsche, freigeistige Hippie-Mädchen. Nancy übernachtet bei Harold und backt ihm  – nach einem Rezept aus Alice B. Toklas’ berühmtem Kochbuch – Haschplätzchen. Die bewusstseinserweiternden Brownies und Nancy verändern vollständig Harolds Sicht auf die Dinge.
Er lässt seine Hochzeit platzen und sich die Haare lang wachsen, um mit Nancy fortan das scheinbar ungezwungene Leben als Blumenkind zu führen. Doch die Suche nach Nächstenliebe und Selbsterkenntnis unter Anleitung eines Gurus endet schließlich in einem orgiastischen Happening der neuen Hippiefreunde in Harolds Wohnung. Harold wird sich der Scheinwelt der Flower-Power-Generation bewusst. Er kehrt, um erneut zu flüchten, zurück zum Traualtar.

## Kritiken
- Arte: „‚Lass mich küssen deinen Schmetterling‘ ist eine der originellsten und ausgefallensten Hollywood-Komödien der späten sechziger Jahre. Regisseur Hy Averbacks Film fängt auf ironische und auch kritische Weise die Atmosphäre der Flower-Power-Ära ein.“[1]
- TV Spielfilm: „Ausgelassene Satire auf die Hippiekultur.“[2]
- Das Lexikon des internationalen Films: „Abgesang auf die Hippie-Bewegung, der sowohl die Flower-Power-Ära als auch das Establishment aufs Korn nimmt. Nicht ohne Poesie und mit Ansätzen zur Gesellschaftskritik, insgesamt aber zu oberflächlich.“[3]
- Prisma: „Der überaus unterhaltsame Flower-Power-Spaß ist zwar eindeutig ein Kind seiner Zeit, lässt aber gerade deshalb beste Einblicke in jene Zeit zu.“[4]
- Evangelischer Filmbeobachter: „Hollywood-Durchschnittsfarbkomödie mit netten parodistischen Einfällen.“[5]

## Sonstiges
- Für ihre Rolle als Nancy war Leigh Taylor-Young 1969 für den Golden Globe als beste Nachwuchsdarstellerin nominiert.
- Christian Brando hatte unter dem Pseudonym Gary Brown einen seiner wenigen Filmauftritte.
- Die Lieder in diesem Film stammen von der Gruppe Harpers Bizarre.
- Premiere hatte der Film am 7. Oktober 1968 in New York. Filmstart in Westdeutschland war am 17. Januar 1969.[6]
- Der Originaltitel bezieht sich auf Alice B. Toklas (die Lebensgefährtin Gertrude Steins), die bereits 1954 ein Kochbuch mit Rezepten für Haschisch-Kekse herausbrachte.[4]